# PRIVATE PARADISE
『PRIVATE PARADISE』（プライベート・パラダイス）は、Ringの3rdシングル。

## 解説
中国・日本・フランスの合作映画「始皇帝暗殺」の主題歌である。
陳凱歌が映画の企画を立ち上げる際に「日本やアジア全体でムーブメントを起こすために、小室を使った方がいい」と認知し、制作完了間際に小室に主題歌制作のオファーを出した。これまで様々な映画プロデューサーにコンタクトをとっていた小室は「1つの成果ができた。ブームの火付け役としてお手伝いできたら」「Ringの存在を1人でも多くの人に知ってもらえれば」と喜んだ。
歌詞のテーマは「1人の少女がこれだけの壮大な歴史をどう感じるか、同じ目線で俯瞰で表現する」様にした。
サウンドのテーマは「映画の壮大さにあまり同調しないで、どこか冷めている」音色作りを志向した。

## 収録曲
作詞：前田たかひろ、作曲：小室哲哉、編曲：松尾和博、ストリングスアレンジ：弦一徹、中国語訳詞：YOKO YAU、ミキシング：伊東俊郎
1. PRIVATE PARADISE (Japanese version) (4:54)
2. PRIVATE PARADISE (Mandarin version) (4:54)
3. PRIVATE PARADISE (TK Piano version) (4:33)
4. PRIVATE PARADISE (TV MIX) (4:52)

## 参加ミュージシャン
- 小室哲哉 - ピアノ・シンセサイザー
- 松尾和博 - ギター
- 山木秀夫 - ドラムス
- 木村誠 - パーカッション
- 弦一徹ストリングス - ストリングス